# Bunte Großohrmaus
Die Bunte Großohrmaus (Auliscomys pictus) ist ein Nagetier in der Gruppe der Neuweltmäuse, das im Westen Südamerikas verbreitet ist. Das Typexemplar stammt aus der Provinz Junín in Peru.

## Merkmale
Mit einer Kopf-Rumpf-Länge von 100 bis 133 mm, einer Schwanzlänge von 83 bis 102 mm und einem Gewicht von 44 bis 60 g entspricht die Art in der Größe anderen Großohrmäusen. Sie hat 25 bis 27 mm lange Hinterfüße und 21 bis 24 mm lange Ohren. Auf der Oberseite ist langes graues bis braunes Fell vorhanden mit gelblichen und schwarzen Tönungen. Die Bunte Großohrmaus hat unterseits hellgraues bis weißes Fell. Hinter jedem Ohr kann sich ein hellbrauner bis weißer Fleck befinden. Weitere Kennzeichen sind ein gedrungener Körper und kurze Beine, an denen sich Borsten befinden. Der Schwanz hat eine dunkle Oberseite und eine helle Unterseite. Die acht Zitzen der Weibchen sind paarweise angeordnet.

## Verbreitung und Lebensweise
Die Art ist in den Anden in Peru sowie im nordwestlichen Bolivien verbreitet. Sie hält sich auf 3400 bis 4900 Meter Höhe auf. Die Bunte Großohrmaus lebt auf Bergwiesen, in Gebüschflächen und in felsigen Regionen mit spärlichem Bewuchs. Sie kann sich an extensive Weidewirtschaft anpassen.
Die Exemplare halten sich auf dem Boden auf und können sowohl tags als auch nachts aktiv sein. Andere Arten der Großohrmäuse fressen grüne Pflanzenteile, Flechten, Pilzsporen und wirbellose Tiere. Die Paarungszeit beginnt zwischen September und Dezember. Im April wurde ein trächtiges Weibchen registriert. Die Wurfgröße liegt bei drei bis fünf Neugeborenen.

## Gefährdung
Die IUCN listet die Art als nicht gefährdet (least concern), da keine Bedrohungen vorliegen und die Gesamtpopulation als stabil gilt.